# Знам'янська дирекція залізничних перевезень
Знам'янська дирекція є однією з чотирьох дирекцій Одеської залізниці. Дирекція обслуговує Кіровоградську, частину Миколаївської області, а також невеликі ділянки Одеської області та Дніпропетровської областей. На території дирекції проживає більше 1 млн осіб.
Межує з такими дирекціями:
| Назва дирекції         | Назва залізниці          | Кількість з'єднань | Ділянки з'єднання                                                                                          | Магістральна лінія                               |
| ---------------------- | ------------------------ | ------------------ | --- | ------------------------------------------------ |
| Полтавська дирекція    | Південна залізниця       | 1                  | Користівка — Бурти                                                                                         | Харків — Миколаїв                                |
| Криворізька дирекція   | Придніпровська залізниця | 2                  | Олександрія — П'ятихатки, Долинська — Кривий Ріг                                                           | Київ — Дніпро, Київ — Запоріжжя                  |
| Херсонська дирекція    | Одеська залізниця        | 2                  | Долинська — Миколаїв, Колосівка — Миколаїв                                                                 | Харків — Миколаїв, Одеса — Керч                  |
| Одеська дирекція       | Одеська залізниця        | 2                  | Колосівка — Одеса, Помічна — Подільськ                                                                     | Москва — Одеса, Запоріжжя — Подільськ            |
| Шевченківська дирекція | Одеська залізниця        | 3                  | Підгородня — Гайворон, Помічна — Ім. Тараса Шевченка (м. Сміла), Чорноліська — Ім. Тараса Шевченка (Сміла) | Помічна — Вінниця, Одеса — Москва, Дніпро — Київ |

## Станції

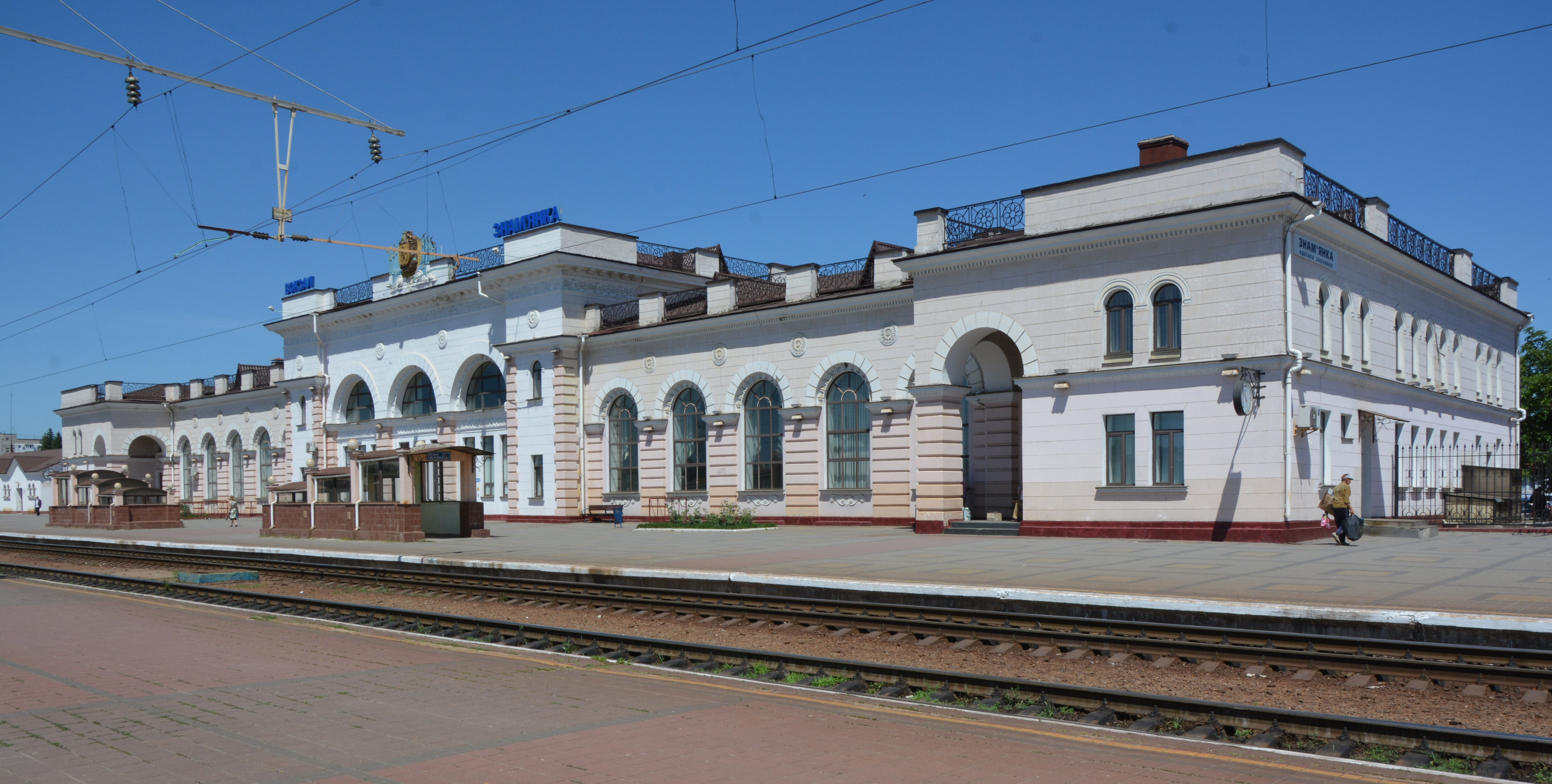
Вокзал станції Знам'янка

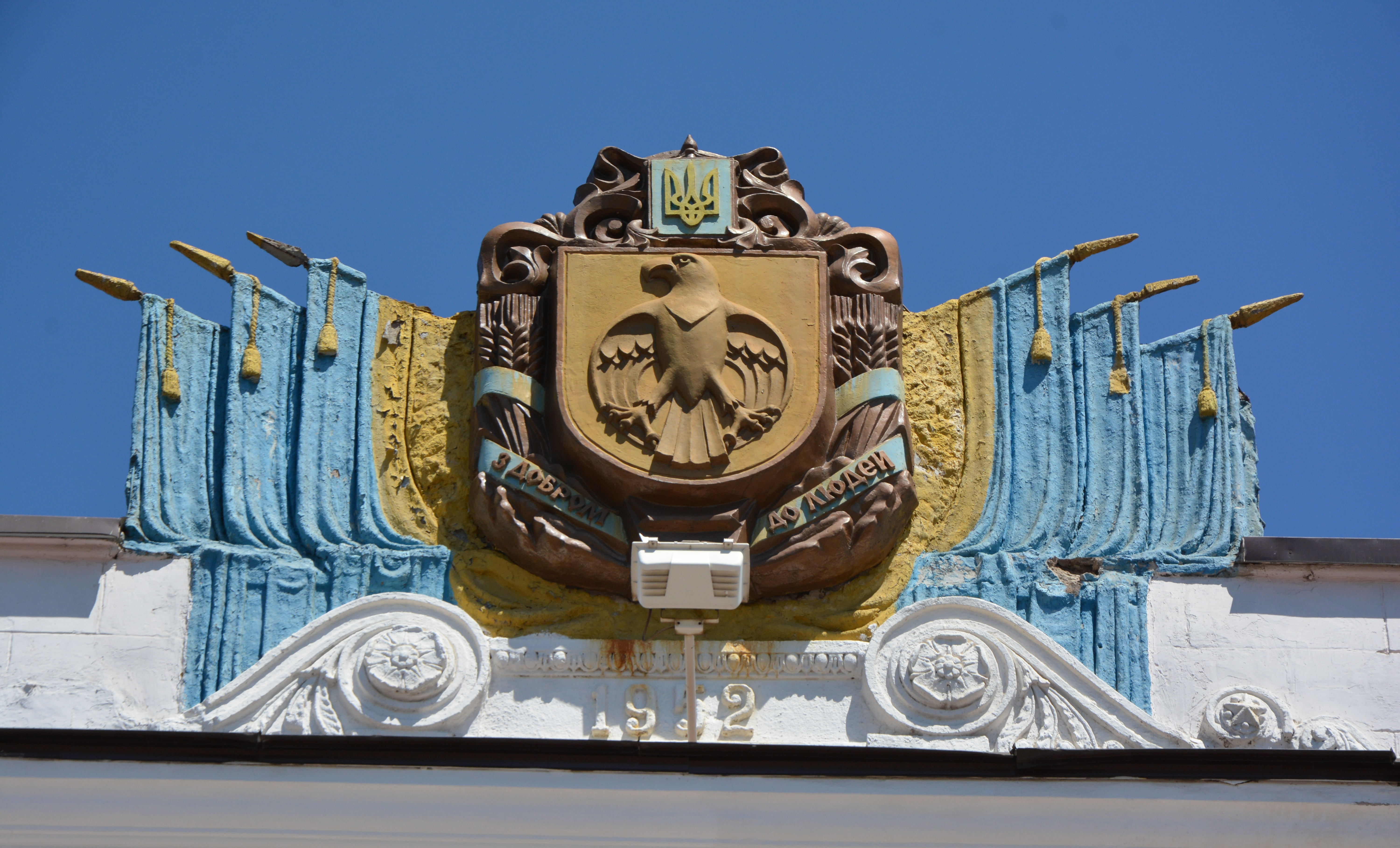
Герб Кіровоградської області на будівлі вокзалу

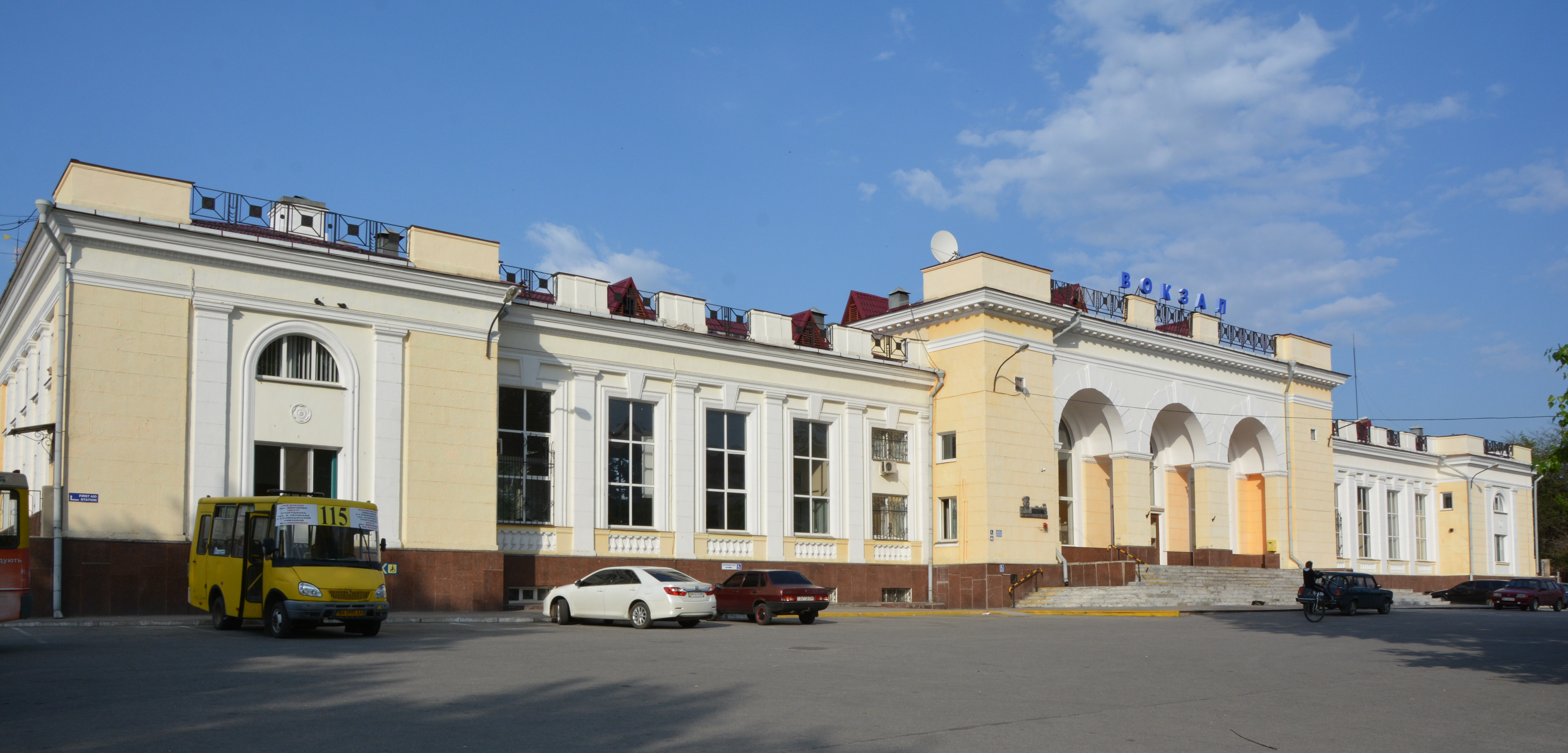
Вокзал станції Кропивницький

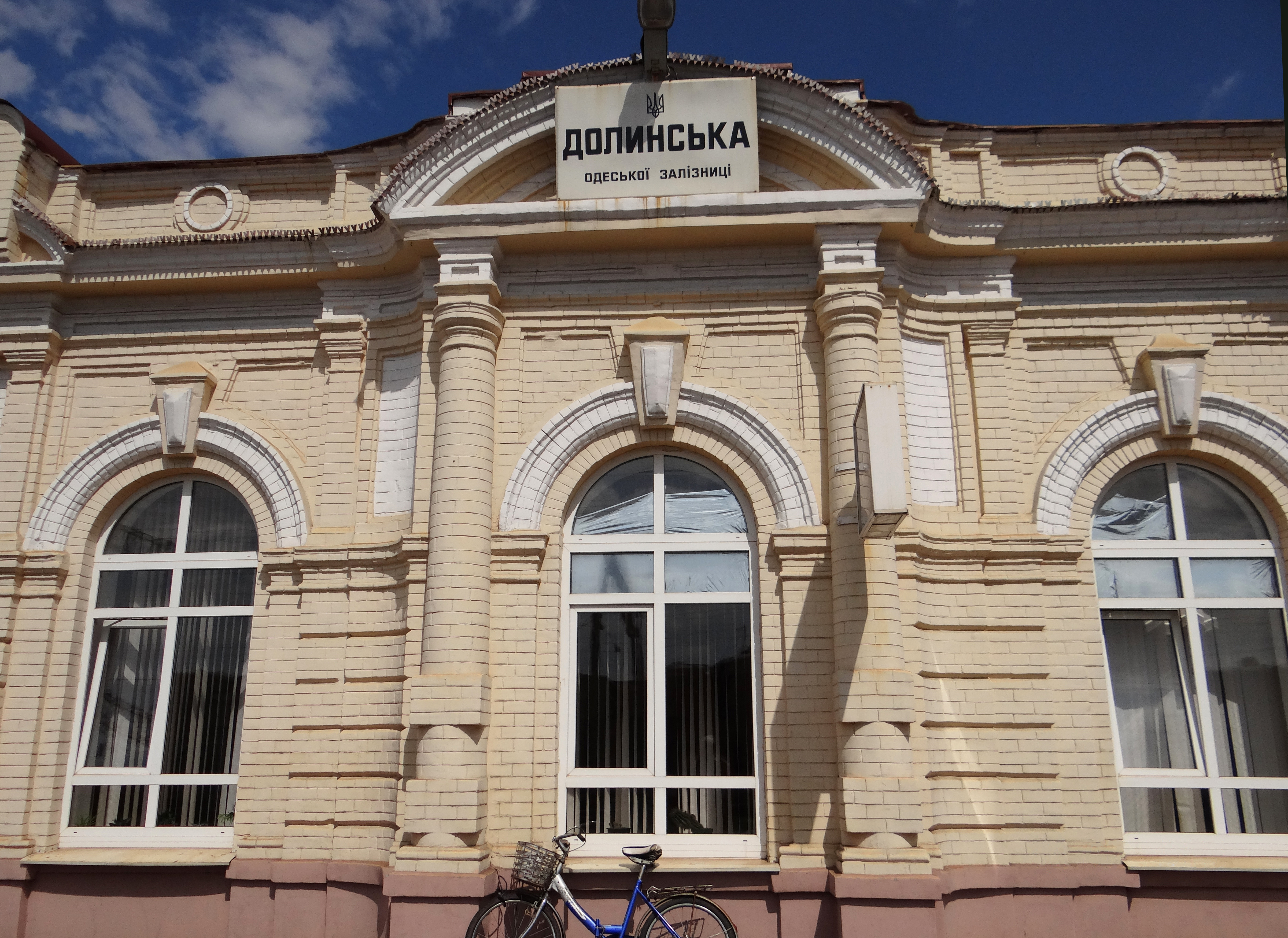
Вокзал Долинська

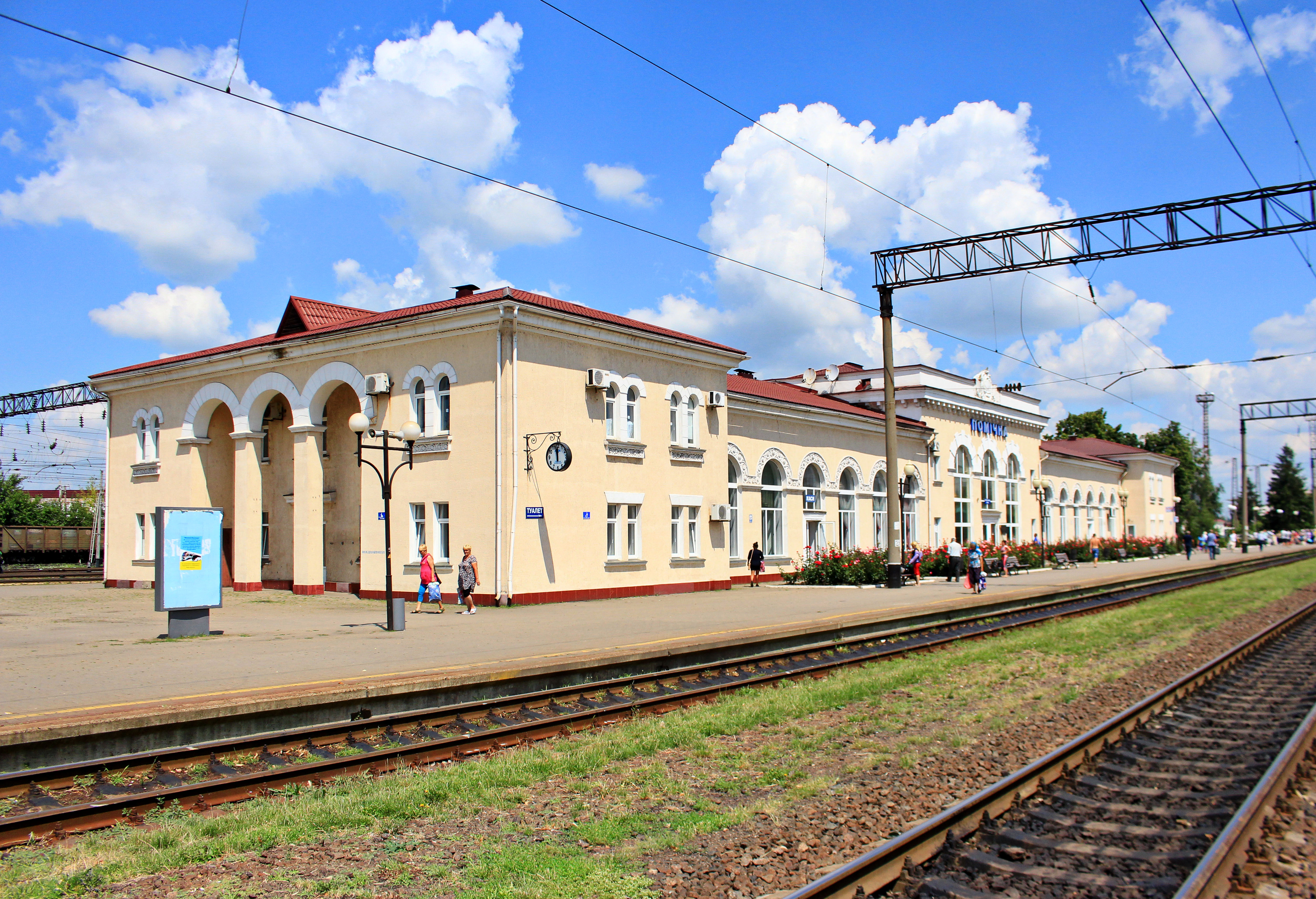
Вокзал Помічна

Центр дирекції знаходиться у місті Знам'янка Кіровоградської області. Не зважаючи на те, що на території обслуговування дирекції проживає значно менше людей, ніж у інших дирекціях, завдяки тому, що дирекція знаходиться в самому серці України, це робить її значення дуже важливим.

## Залізниці
Через дирекцію проходять кілька важливих маршрутів, зокрема найважливіші: Київ — Дніпро, Москва — Одеса, Подільськ — Запоріжжя та Харків — Миколаїв.
Залізниця Київ — Дніпро є двоколійною та електрифікованою. По цій залізниці завжди наявний жвавий рух, оскільки ця залізниця з'єднує столицю, західні та північні регіони з такими містами як Дніпро, Кривий Ріг і Запоріжжя, а також з Донбасом, Кримом та Кавказом.
Залізниця Подільськ — Запоріжжя з'єднує західні області із східними. Ділянка є переважно двоколійною та повністю електрифікована.
Залізниця Москва — Одеса, відгалуження якої розпочинається з Бахмачу через всю центральну частину країни з'єднує столицю Росії з найбільшим українським портом та містом-курортом. Залізниця переважно одноколійна, частково електрифікована.
Залізниця Харків — Миколаїв має важливе значення не тільки тому, що з'єднує друге за розміром місто в Україні з чорноморськими портами, але й тому, що залізниця Москва — Крим є занадто перевантаженою та потребує диференційованих шляхів сполучення. У зв'язку з цим плануються роботи з повної електрифікації залізниці Харків — Миколаїв — Джанкой в обхід завантаженої ділянки Запоріжжя — Джанкой. Для цього було у 2010-2011 роках електрифіковано ділянку Полтава — Кременчук — Користівка та заплановано розпочати роботи з електрифікації з 2018 року Долинська — Миколаїв — Херсон — Колосівка.
Окрім ширококолійних залізниць слід відзначити вузькоколійну залізницю, що відходить від станції Підгородна до станції Гайворон.